# La Gouesnière
La Gouesnière är en kommun i departementet Ille-et-Vilaine i regionen Bretagne i nordvästra Frankrike. Kommunen ligger i kantonen Saint-Malo-Sud som tillhör arrondissementet Saint-Malo. År 2022 hade La Gouesnière 2 000 invånare.

## Befolkningsutveckling
Antalet invånare i kommunen La Gouesnière
Referens:INSEE